# Símbolos de Alemania

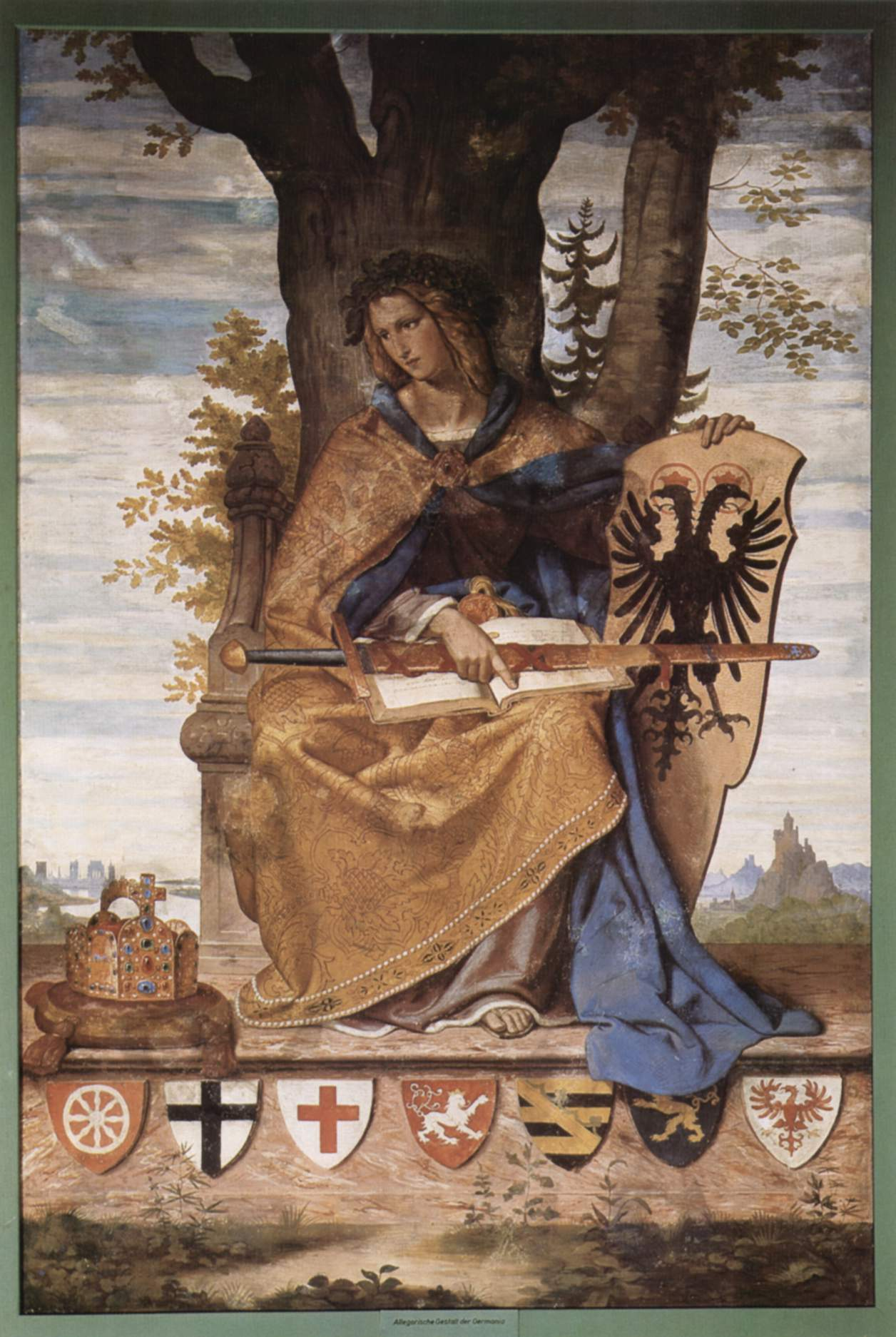
Personificación de Alemania por Philipp Veit.

Los símbolos de Alemania son el conjunto de símbolos, iconos, imágenes, ideas y construcciones que representan al pueblo alemán (Deutsches Volk) y a Alemania (Deutschland). Algunos símbolos como el roble se asocian a alguna virtud del pueblo alemán —su madera se convirtió para los teutones de la Edad Media en símbolo de inmortalidad y constancia, cualidad que se asocia a menudo desde entonces al carácter alemán—. Otros han estado y están muy asociados al régimen nacionalsocialista, tales como, la cruz negra barada por haber sido utilizado por la Wehrmacht, la Kriegsmarine y la Luftwaffe durante la Segunda Guerra Mundial, la cruz de hierro con la esvástica en el centro por haber sido concedida por los altos mandos nazis a los combatientes y oficiales alemanes y que estuvieron discriminadas frente a otras condecoraciones en el extranjero, ya que estaban prohibidas llevarlas con la esvástica a no ser que se borrara el símbolo. Otros símbolos como el Águila Imperial (Reichsadler) fueron computados por el Águila Federal (Bundesadler).

## Bandera de Alemania

Actual bandera de Alemania.

La bandera de Alemania se adoptó con la creación de la Confederación Alemana, el 9 de marzo de 1848. Sería reemplazada en 1866 por la Confederación Alemana del Norte liderada por Prusia al derrotar a Austria. En el siglo XX tras la derrota de la Alemania nazi esta bandera fue adoptada el 23 de mayo de 1949 por la República Federal de Alemania. Previamente esta bandera había sido utilizada por la Confederación Alemana (1848-1866) y la República de Weimar (1918-1933). La República Democrática Alemana la utilizó entre 1949 y 1959. Luego y hasta la Reunificación alemana (1990) utilizó una variación consistente en superponer el escudo del régimen socialista.
La bandera de Alemania consta de tres franjas horizontales de igual tamaño en colores negro, rojo y amarillo (en alemán Schwarz-Rot-Gold, "negro-rojo-oro").
Sus orígenes son desconocidos, se especula que fueron inspirados por los colores de los uniformes del Freikorps (en castellano: «Cuerpo de liberación») contra el ejército napoleónico, o bien, sacados de la bandera del Sacro Imperio Romano Germánico, que también contienen estos colores.

## Escudo de Alemania

Escudo de Alemania con el Bundesadler.

El escudo de armas de Alemania tiene su origen en diferentes símbolos pertenecientes al periodo del Sacro Imperio Romano Germánico. Cuando este se desintegró en 1806 como consecuencia de las guerras napoleónicas, dejó sin escudo oficial a los estados alemanes que habían formado parte del Imperio. El águila es monocéfala, oponiéndose a la tradicional águila bicéfala del Sacro Imperio.
Durante el Imperio alemán, el águila real volvió a tomarse como símbolo, siendo modificado su diseño tras la derrota alemana en la Primera Guerra Mundial y nuevamente en los años 1930 tras instaurarse la Alemania nazi.
La RFA estableció el actual escudo en 1950. Este escudo fue diseñado en 1926 por Tobias Schwab reformando el escudo de la República de Weimar. En esa época se le llamaba el águila de Weimar, pero cuando la RFA lo adoptó como símbolo pasó a conocerse como el "águila federal" (Bundesadler), nombre que mantiene hasta hoy en día.
El águila federal figura en muchos documentos oficiales, en los uniformes del ejército, en la fachada de edificios estatales, en las monedas y pasaportes, así como en las camisetas de las federaciones deportivas alemanas. A veces también aparece en la bandera de Alemania, aunque no es lo normal.

## Cruz Negra

Cruz negra patada.

La cruz negra (en alemán: Schwarzes Kreuz) o cruz balcánica (en alemán: Balken Kreuz) es un emblema nacional de Alemania que fue utilizada por el ejército prusiano y por las fuerzas armadas alemanas. Fue utilizada en un principio por la Orden Teutónica. También se usó para crear una condecoración alemana denominada: la Cruz de Hierro. En la actualidad el ejército alemán utiliza una estilizada cruz negra, modificada para evitar comparaciones con la cruz negra original por su asociación con los nazis desde el extranjero. También sirvió de inspiración para la famosa condecoración alemana denominada la cruz de hierro, por estar hecha de hierro adoptando su forma original ondulada.
La Orden Teutónica usó una cruz negra en un fondo blanco que se estableció en el año 1190 para distinguir a los caballeros de la orden, que antes de esto, tenían cruces de diversos colores. El significado de la cruz alude a la cruz de Cristo para demostrar que la orden servía a Cristo.

### De la cruz negra a la cruz de hierro
Después de la disolución de la orden a manos de Napoleón en el año 1806 el emblema fue adoptado por Prusia como honor y símbolo bélico teutón. La bandera de guerra prusiana llevaba el símbolo cosido en ella. La conocida "cruz de hierro" venía de este símbolo que sirvió como icono para la condecoración a los que se considerase por los oficiales que habían luchado con honor y valor, en un principio, en las filas prusianas. La sugerencia de que pudiera convertirse en el símbolo prusiano vino del rey Federico Guillermo III, que encargaría a Karl Friedrich Schinkel el diseño final. Con el establecimiento del Reich alemán y a su vez de la Kaiserlichen Marine (marina de guerra imperial) en 1871 se marcaron las naves con este símbolo para evitar confusiones.
La cruz de hierro fue seleccionada como símbolo de las fuerzas armadas del Reich alemán, puesto que ya había sido prestada anteriormente a los alemanes del norte, que eran soldados no prusianos de la federación. Fue utilizada en su forma simplificada a partir de 1916 hasta que acabó la Primera Guerra Mundial en el año 1918. Más adelante simbolizó la resistencia del Reich y de honor en las fuerzas armadas alemanas, pasando a convertirse luego en emblema nacional.
En el comienzo de la Segunda Guerra Mundial los tanques alemanes llevaban una cruz blanca que fue cambiada por la cruz negra con borde blanco, estando muy avanzada ya la campaña de Polonia. Se cambió debido al problema que suponía que los enemigos reconocieran desde lejos la cruz blanca impidiendo así parte de su camuflaje, de forma similar a la estrella blanca del ejército estadounidense. Las fuerzas armadas federales alemanas utilizan la cruz blanca ondulada solamente como emblema nacional.

## Cruz de Hierro

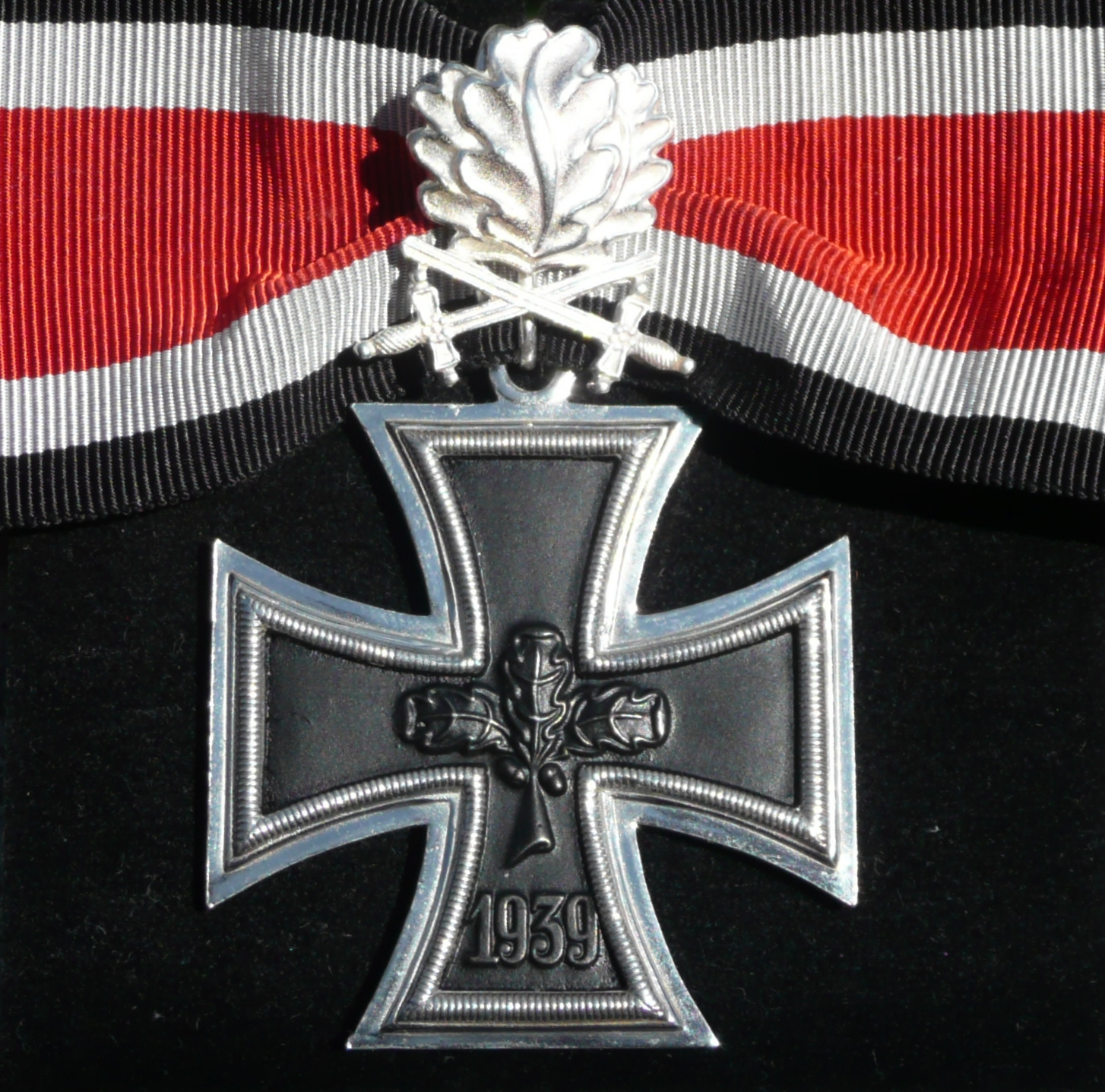
Cruz de caballero de la cruz de hierro con decoración de hojas de roble y espadas cruzadas.

La Cruz de Hierro (en alemán: Eisernes Kreuz) es una condecoración militar del Reino de Prusia y posteriormente de Alemania, concedida por actos de valentía o por méritos en la conducción de tropas.
La Cruz de Hierro no se ha concedido desde mayo de 1945 y se concede solamente en tiempo de guerra. Es normalmente una decoración militar - aunque había casos en que era concedida a los civiles por realizar funciones militares. Como ejemplo, Adolf Hitler concedió la Cruz de Hierro de I Clase como piloto de prueba a Hanna Reitsch y solo dos mujeres más recibieron el galardón.
La Cruz de Hierro era originalmente la cruz negra, que, a su vez, era el símbolo de los Caballeros Teutones. El diseño (pero no la decoración específica) ha sido el símbolo de las fuerzas armadas de Alemania (ahora la Bundeswehr) desde 1870.

## Águila Imperial de Alemania

El Águila Imperial Alemana del II Reich.

El águila imperial (en alemán: Reichsadler) era un águila heráldica utilizada durante el Imperio Alemán y la Alemania Nazi
Combina el águila alemana con una cruz esvástica de estilo nacionalsocialista. El águila es una antigua insignia alemana. Antes del uso de la Reichsadler como símbolo para la Alemania Nazi, el águila era usada por la República de Weimar como insignia nacional.
En áreas del hombro derecho de la Reichsadler puede apreciarse un símbolo similar al del NSDAP y en el hombro izquierdo.

## Personificación de Germania

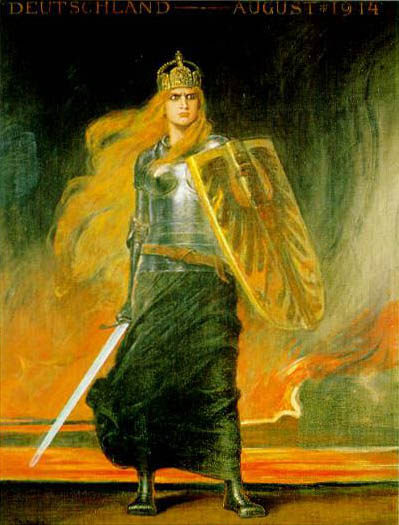
Germania de 1914, año del comienzo de la Primera Guerra Mundial, es obvio que, Germania fuera representada más belicosa y guerrera que en otras representaciones en tiempos de paz.

Germania es la personificación de la nación alemana. Comúnmente se la asocia con el Romanticismo y las Revoluciones de 1848, a pesar de que la figura fue más tarde utilizada también por la Alemania Imperial. Se la suele representar blandiendo Joyeuse, la espada de Carlomagno, y en ocasiones también la corona imperial del Sacro Imperio Romano Germánico. Por lo general lleva puesta una armadura con un escudo de estilo medieval y tiene una larga melena de color rubio rojizo. En el escudo aparece a menudo la imagen de un águila negra sobre un campo dorado.
En imágenes anteriores a 1871, suele portar la bandera negra, roja y dorada, como la del actual estado alemán. Por el contrario, en imágenes posteriores a 1871, lleva la negra, blanca y roja del Imperio Alemán.

## Himnos

### Himno oficial de Alemania
Das Lied der Deutschen o das Deutschlandlied (La canción de los alemanes) es el himno nacional de Alemania, cuya letra fue escrita por August Heinrich Hoffmann von Fallersleben en 1841 con música de Joseph Haydn quien la escribió originalmente en 1797 como parte de un cuarteto de cuerdas (Kaiserquartett).
La música de Joseph Haydn inspirada a su vez por el poema de Lorenz Leoplod Haschka, tomó forma en el Himno Gott erhalte Franz, den Kaiser para el emperador alemán del Sacro Imperio Romano Germano, Francisco I. La misma partitura, posteriormente, fue el himno del Imperio austrohúngaro (Imperio que se forma en 1867), Gott erhalte Franz den Kaiser. Más adelante, se mantuvo la melodía, pero la letra fue cambiando.
El himno en un principio tenía tres estrofas pero las dos primeras se suprimieron con la creación de la RFA por asociarse al régimen nacionalsocialista y la letra oficial es la tercera estrofa que empieza con el actual lema alemán:

Einigkeit und Recht und Freiheit!
En español ¡Unidad y justicia y libertad!.

Y termina con ¡Florece, patria alemana!:

Blühe, deutsches Vaterland!

### Heil dir im Siegerkranz
Heil dir im Siegerkranz fue desde 1871 hasta 1918 el himno oficioso del Imperio Alemán. Previamente fue el himno de Prusia, pero la melodía del himno es actualmente la del himno del Reino Unido God Save the Queen. Por dos razones, esta canción no fue popular: la primera fue por la buena acogida por círculos nacionalistas alemanes, pero no por los estados del sur de Alemania como Baviera y la segunda razón es porque después de la Primera Guerra Mundial cayó el Imperio Alemán y la canción Das Lied der Deutshen se convirtió en el himno oficial de la República de Weimar.

## Árboles mitológicos
El roble ha sido siempre el árbol alemán por excelencia pero ha habido otros árboles concretos vinculados a la mitología germana.

### El roble de Thor

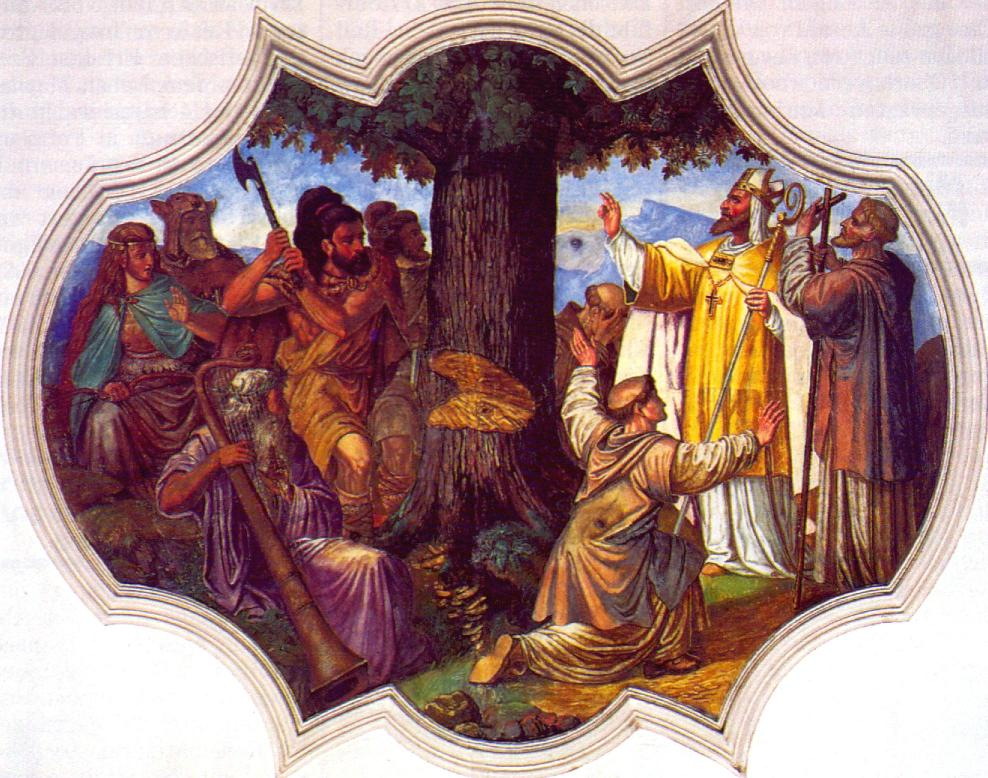
Tala del Roble de Thor, pintura de 1737 en Schliersee.

El roble de Thor era un antiguo árbol sagrado para la tribu germánica de los chatti, ancestros de los habitantes de Hesse, y uno de los más importantes sitios sagrados de los paganos germánicos. Su tala en el año 723 marcó el comienzo de la cristianización de tribus no francas del norte de Alemania.
El árbol se encontraba ubicado en el poblado de Geismar, hoy parte de la ciudad de Fritzlar en el norte de Hesse, y era el punto principal de veneración de Thor, al cual las tribus germanas occidentales conocían como Donar.
Bonifacio llegó a la zona con el objetivo de convertir a las tribus germánicas del norte al cristianismo, usando como base el campamento fortificado franco de Büraburg en el lado opuesto del río Eder. Taló el roble venerado por los habitantes locales en un intento de convencer a la población de la superioridad del dios cristiano sobre Thor y así convencerlos de bautizarse y convertirse al cristianismo. Bonifacio utilizó la madera del roble para construir una capilla en Fritzlar, fundando un monasterio benedictino y estableciendo así la primera diócesis fuera de las fronteras del antiguo Imperio romano.

### Yggdrasil
Yggdrasil, (árbol de la vida) en la mitología nórdica es un fresno perenne cuyas raíces y ramas mantienen unidos los diferentes mundos: el Asgard, el Midgard, Hel, etc. De su raíz emana la fuente que llena el pozo del conocimiento, custodiado por Mímir.
A los pies del árbol se encuentra el dios Heimdall que es el encargado de protegerlo de los ataques del dragón Níðhöggr y de una multitud de gusanos que trataban de corroer sus raíces y derrocar a los dioses a los que este representaba. Pero también contaba con la ayuda de las nornas que lo cuidaban regándolo con las aguas del pozo de Urd. Un puente unía el Yggdrasil con la morada de los dioses, el Bifröst, el arco iris, todos los dioses cruzaban por él para entrar en el Midgard.
Yggdrasil rezuma miel y cobija a un águila que entre sus ojos tiene un halcón que se llama Veðrfölnir, a una ardilla llamada Ratatösk y a cuatro ciervos. Cerca de sus raíces habitan las nornas.

### Irminsul
Irminsul (gran pilar en sajón antiguo) es un pilar que conectaba según la leyenda con el cielo y la tierra, representado por un roble o pilares de madera que eran venerados por los sajones.

## Hojas de roble
Las hojas de roble (en alemán: Eichenlaub y en inglés: Oak leaf cluster) son un símbolo político y militar en Alemania y militar en los Estados Unidos de América. El símbolo alemán viene del roble que es el árbol alemán por excelencia debido a sus características acordes con la personalidad germana.
El roble ha sido durante mucho tiempo el árbol «alemán» por excelencia. Su dura madera y sus características lo convirtió como símbolo de la inmortalidad y de la constancia para los teutones (véase como ejemplo Irminsul). En el romanticismo del siglo XIX se convertiría además en el símbolo de la lealtad.
Especialmente desde la fundación del Imperio alemán en el año 1871 junto al sentimiento de unidad nacional ha sido siempre un importante símbolo de captación para la lengua alemana. La simbología de la pintura alemana, las coronas, signos y la nomenclatura territorial se utiliza de forma similar este símbolo como el laurel en el Imperio romano y posteriormente.
Por ello se pueden encontrar a menudo hojas de roble como símbolo religioso y en monedas y billetes. También como extensión de la condecoración de la medalla Pour le Mérite y de la cruz de hierro. Durante la Segunda Guerra Mundial se creó también la Cruz de Caballero de la Cruz de Hierro con algunos añadidos (espadas, diamantes y las hojas de roble en oro, éstas última condecoración concedida solo una vez). De las 7313 cruces de caballerro de cruz hierro, solo 883 tenían hojas de roble. Desde 1957 fue obligatorio que estas condecoraciones se poseyeran con la esvástica suprimida. Aparecen también las hojas de roble en los Pfennigen (peniques) y desde 2001 también en las monedas alemanas de Euro de 1, 2 y 5 céntimos.

## Monedas de euro de Alemania
El euro (EUR o €) es la moneda común para las naciones europeas que pertenecen a la eurozona de la Unión Europea. Las monedas de euro tienen dos lados diferentes, un lado común (anverso) en toda Europa que indica el valor de la moneda y un lado nacional con el diseño escogido por cada uno de los países.
Las monedas de euro alemanas tienen tres diseños diferentes: una para cada serie de monedas. Las de 1, 2 y 5 céntimos fueron diseñadas por Rolf Lederbogen, el diseño de las monedas de 10, 20 e 50 céntimos resulta del trabajo de Reinhart Heinsdorff y, por último, las monedas de 1 y 2 euros fueron hechas por Heinz Hoyer e Sneschana Russewa-Hoyer. En todos los diseños están representadas las doce estrellas de la UE.
Fueron acuñadas a partir de 2002. Cada moneda alemana realza un lugar, existiendo 5 acuñaciones distintas por año que tan solo se diferencian en una letra que aparece cerca de la fecha. Esta letra indica el lugar de acuñación:
- A: Staatliche Münze Berlin de Berlín
- D: Bayerisches Hauptmünzamt de Múnich
- F: Staatliche Münzen Baden-Württemberg de Stuttgart
- G: Staatliche Münzen Baden-Württemberg de Karlsruhe
- J: Hamburgische Münze de Hamburgo

## Las joyas delReich

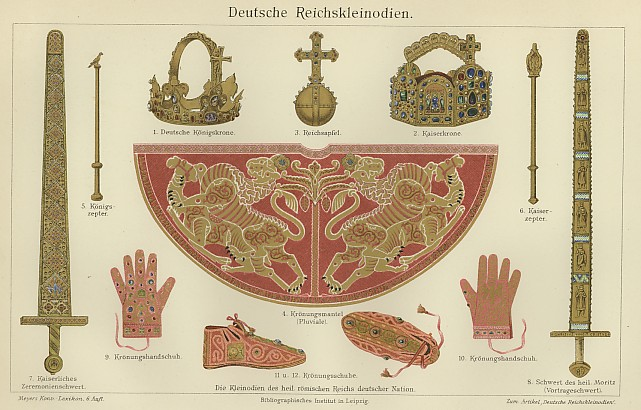
Las joyas imperiales, dibujo en color de 1909.

Las joyas del Reich, joyas imperiales (en alemán: Reichskleinodien o Reichsinsignien, «insignias imperiales») o tesoro imperial (Reichsschatz) son las joyas de los reyes y emperadores del Sacro Imperio Romano Germánico. Las más importantes son la Santa Lanza y la espada imperial. En la actualidad se hallan en el Palacio Imperial de Hofburg en Viena.
Las joyas imperiales poseen las únicas coronas de la Edad Media que permancecen casi completamente intactas.

## Monumentos
Los monumentos alemanes son las construcciones arquitectónicas que representan un símbolo para Alemania, para el conjunto del pueblo alemán y sobre todo para las ciudades que albergan dichos monumentos. La Puerta de Brandeburgo, el Reichstag y la Columna de la Victoria son símbolos de la ciudad de Berlín y de Alemania.

### Puerta de Brandeburgo

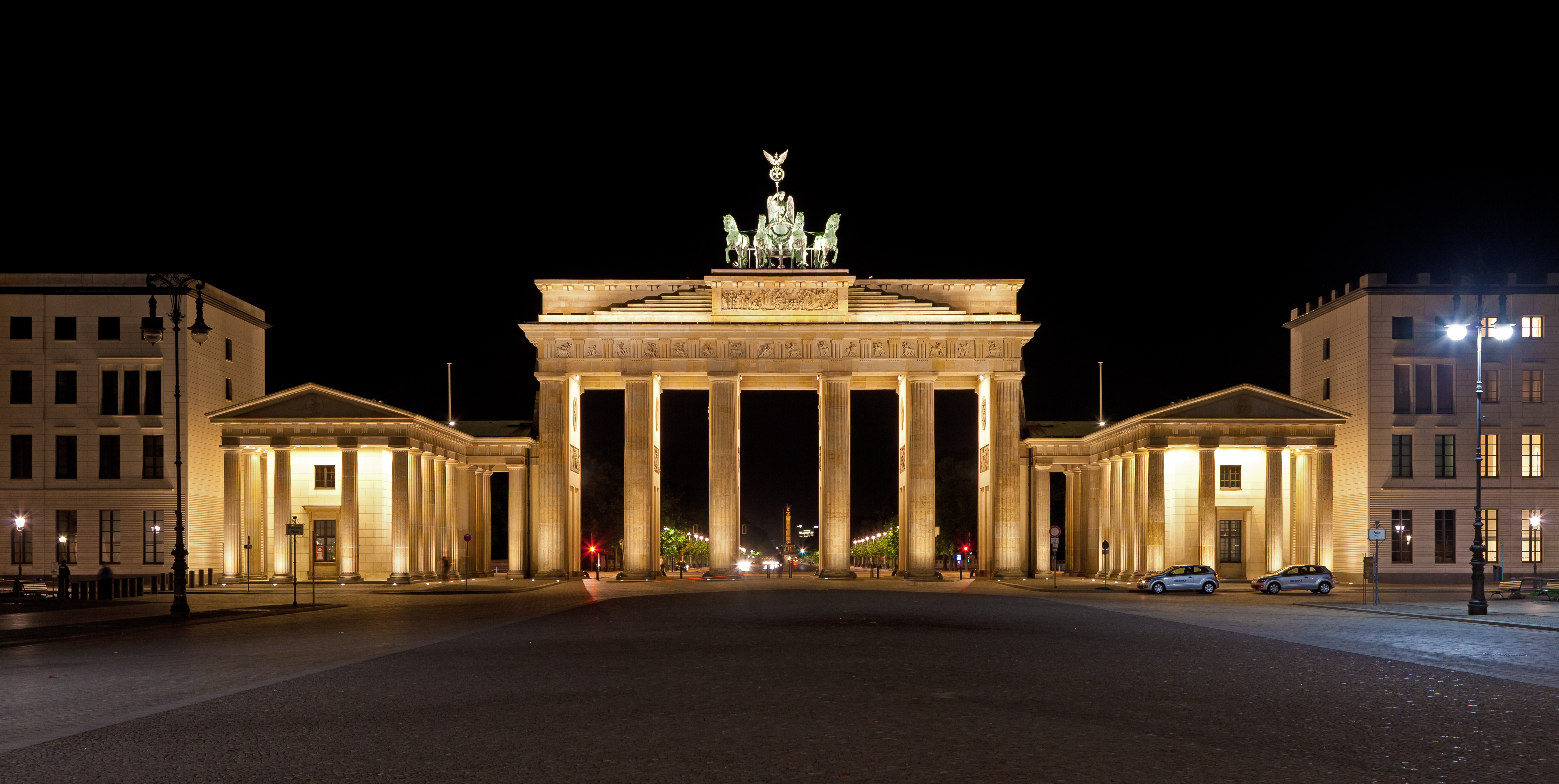
Puerta de Brandeburgo.

La Puerta de Brandeburgo no es un arco del triunfo, sino que es el acceso, a modo de propileos, al «Nuevo Berlín» de la época. Se encuentra en el centro de Berlín (Alemania), siendo el símbolo más representativo de la ciudad. Está situada en la Plaza de París, formando el final de la avenida Unter den Linden y marcando el comienzo del gran parque Tiergarten y de la avenida Straße des 17. Juni. En las cercanías también se encuentran el Reichstag y la Potsdamer Platz. Importantes sucesos en la historia de Berlín están ligados a la Puerta de Brandeburgo.

### Edificio del Reichstag

El Reichstag tras los bombardeos aliados en 1945.

El edificio del Reichstag (en alemán Reichstagsgebäude, abreviado Reichstag se encuentra en el barrio Tiergarten, en el distrito Mitte de Berlín, capital de Alemania. Fue la sede del Reichstag en tiempos del II Reich (1871-1918) y más tarde del parlamento de la República de Weimar (1919-1933). Desde 1994 se reúne allí cada cinco años la Convención Federal (Bundesversammlung) para elegir al presidente de Alemania (Bundespräsident) y desde 1999 es el lugar de reunión del parlamento alemán (Bundestag). Su denominación oficial es Plenarbereich Reichstagsgebäude, que significa: «recinto de plenos del edificio del Reichstag».
El edificio terminó de construirse en 1894. En 1933 fue víctima de un incendio provocado cuya autoría no llegó a esclarecerse del todo. Al final de la Segunda Guerra Mundial, durante la batalla de Berlín, fue escenario de cruentos combates entre el Volksturm («milicia popular») y el ejército rojo, y resultó seriamente dañado. En la década de 1960 se realizaron las reformas más urgentes. El aspecto que tiene en la actualidad lo fue responsabilidad del arquitecto británico sir Norman Foster.

### Columna de la victoria

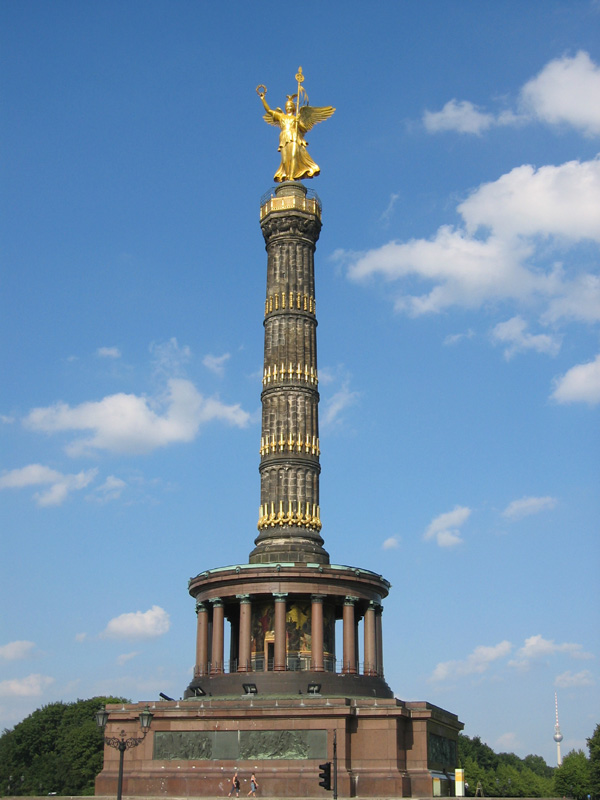
Columna de la victoria en Berlín.

La columna de la victoria (en alemán:Siegessäule) berlinesa es una monumental columna ubicada en el parque Tiergarten del centro de la capital de Alemania. La construcción de la columna se inició para conmemorar la victoria de Prusia en alianza con el Imperio austríaco contra Dinamarca en la guerra de los Ducados de 1864.
Cuando la obra fue terminada e inaugurada en 1874, Prusia había obtenido nuevas victorias en la guerra de las Siete Semanas contra el Imperio austríaco en 1866 y la guerra franco-prusiana contra el Imperio de Napoleón III. De esta forma la columna paso a conmemorar también estas otras dos victorias.
Inicialmente construida frente al edificio del Reichstag, la columna fue trasladada a su ubicación actual durante la Alemania Nazi, conservándose en pie tras el final de la batalla de Berlín en el marco de la Segunda Guerra Mundial.